# Jerzy Chmielowski
Jerzy Chmielowski (ur. 5 kwietnia 1925, zm. 28 maja 2016) – polski biolog, prof. zw. dr hab., współpracownik Rudolfa Weigla.

## Życiorys
Jerzy Chmielowski, syn Bronisława i Kazimiery z domu Majkut, urodził się 5 kwietnia 1925 w Bóbrce koło Lwowa. We Lwowie ukończył szkołę średnią i zdał maturę w 1944 roku. Od 1942 do 1944 piastował stanowisko asystenta technicznego w Bakteriologicznym Instytucie Badawczym Rudolfa Weigla we Lwowie, gdzie był również karmicielem wszy i w tym czasie przygotowywał się do małej matury. W 1944 rozpoczął studia na Lwowskim Instytucie Politechnicznym. Wkrótce je przerwał i wstąpił do Armii Ludowego Wojska Polskiego. Po wojnie studia kontynuował na Wydziale Chemicznym Politechniki Śląskiej w Gliwicach. W 1951 roku uzyskał tytuł magistra inżyniera. W 1952 uzyskał stopień naukowy doktora z wyróżnieniem.
Pracował w Katedrze Biochemii na Wydziale Biologii i Ochrony Środowiska Uniwersytetu Śląskiego oraz był członkiem Komitetu Mikrobiologii na II Wydziale Nauk Biologicznych Polskiej Akademii Nauk.
Zmarł 28 maja 2016.

## Odznaczenia i nagrody
- 1973: Złoty Krzyż Zasługi[1]
- 1977: Krzyż Kawalerski Orderu Odrodzenia Polski[1]
- 1978: Odznaka za zasługi dla Uniwersytetu Śląskiego[1]
- 1984: Medal 40-lecia Polski Ludowej[1]
- 1973: Medal „Za udział w walkach o Berlin”[1]
- 1975: Medal Zwycięstwa i Wolności 1945[1]
- 1975: Odznaka Grunwaldzka[1]
- 2015: tytuł Profesora Honorowego Uniwersytetu Śląskiego[1]
- Nagrody Ministra Szkolnictwa Wyższego oraz JM Rektora Uniwersytetu Śląskiego[1]